# Ictu oculi
Ictu oculi è una locuzione latina che in italiano significa "a colpo d'occhio".
Questa locuzione indica, nel diritto privato, l'immediata evidenza di quei difetti di un bene che vengono percepiti immediatamente, senza neanche la necessità di adoperare la diligenza comune d'osservazione (l'opposto estremo del vizio occulto). La stessa espressione si usa in generale in diritto e sta ad indicare l'evidenza di errori od omissioni palesi all'interno di un atto giuridico e quindi immediatamente percepibili. 
In senso lato indica quando qualcosa viene percepita senza alcuno sforzo.